# Distretto di North Fly
Il distretto di North Fly, in inglese North Fly District, è un distretto della Papua Nuova Guinea appartenente alla Provincia Occidentale. Ha una superficie di 21.846 km² e 35.000 abitanti (stima nel 2000)